# Epidendrum warszewiczii
Epidendrum warszewiczii là một loài lan.